# F.T. Island
F.T. Island (coreano: 에프티 아일랜드, japonés: エフティー・アイランド ; estilizado como FTISLAND), también conocidos como Five Treasure Island, es una banda de pop rock surcoreana formada por FNC Entertainment en 2007. La banda está compuesta por Lee Hong-gi (voz principal), Lee Jae-jin (bajo, voz), Song Seung-hyun (guitarra, voz, rap) y Choi Min-hwan (batería, voces secundarias). Oh Won-bin dejó la banda en 2009 y fue reemplazado por Seung-hyun, mientras que Choi Jong-hoon se retiró de la industria del entretenimiento el 14 de marzo de 2019. 
FT Island debutó en el programa de televisión de música M! Cuenta regresiva el 7 de junio de 2007, con el sencillo "Love Sick". Su álbum de estudio debut, Cheerful Sensibility (2007), fue el sexto más vendido del año y "Love Sick" encabezó las listas de K-pop durante ocho semanas consecutivas. Más tarde ese año, la banda ganó el premio Best New Male Group en los Mnet Asian Music Awards y los premios a la popularidad y novatos del año en los Golden Disk Awardars. 
Debutaron en Japón el 8 de junio de 2008 con el EP Prologue of FT Island: Soyogi. La banda comenzó a obtener reconocimiento en el país tras el lanzamiento de su tercer álbum de estudio japonés, Five Treasure Island (2011), que superó la lista de álbumes de Oricon y generó el sencillo "Flower Rock". Además, FT Island es la primera banda masculina extranjera y la primera banda en 42 años en superar las listas diarias de Oricon.
Han lanzado ocho álbumes coreanos, dos reediciones coreanas, diez álbumes japoneses, ocho EP coreanos y uno japonés. Sus canciones más conocidas incluyen "After Love", "Bad Woman", "I Hope", "Hello Hello", " Severely ", "I Wish" y las listas de éxitos "Love Sick", "Thunder", "Until You Come Back", "Love Love Love". Considerada como la primera banda idol de Corea del Sur, FT Island allanó el camino para tales actos, incluyendo a sus compañeros de agencia N.Flying.

## Historia

### 2007–08: Cheerful Sensibility y debut japonés
El primer álbum de FT Island, Cheerful Sensibility, fue lanzado el 7 de junio de 2007. Antes de eso, los miembros aparecieron en el programa de televisión coreano "¿Quieres ser mi novia?" ( en coreano: 두근두근 여친만들기) en Mnet. La banda también se presentó en vivo en el escenario de Rolling Hall y realizó su primera presentación oficial en Live House Melon-AX, Gwangjang-dong en Seúl el 27 de mayo de 2007.
El álbum combinó 13 canciones que se dividieron libremente en dos partes, " Capítulo Emocional " y " Capítulo de la Isla FT ", según el género de las canciones. El "Capítulo Emocional" consiste en baladas rock, mientras que "Capítulo de la Isla FT" fue producido por compositores japoneses que trabajaron con la banda japonesa SMAP, con una variedad de canciones de pop rock. Con más de 79,000 copias en 2007, fue el sexto álbum más vendido del año. El 3 de diciembre de 2007, el álbum se volvió a editar, titulado, The Refreshment (Vol. 1.5) con tres canciones adicionales, un álbum de fotos, una pila de tarjetas de fotos y un programa de mezcla llamado Music 2.0, que le permite a uno ajustar los niveles de los instrumentos y voces. La edición vendió 25,724 copias en diciembre de 2007.

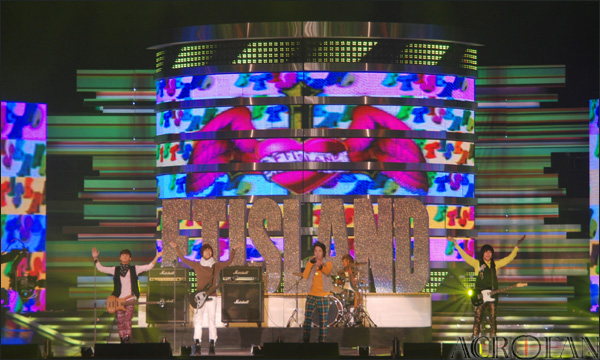
F.T. Island en 2008

Después de debutar en Corea, FNC Entertainment ( anteriormente FNC Music) trasladó las actividades de FT Island al extranjero. El 31 de marzo de 2008, se llevó a cabo una sesión de autógrafos en Malasia en el Damansara Cineleisure, a la que siguió el primer concierto del grupo en el Anfiteatro de Sunway Lagoon al día siguiente. Sin embargo, la actuación fue cancelada, pero se llevó a cabo en Tailandia, en el Royal Paragon Hall el 14 de abril de 2008.
El álbum debut japonés de FT Island, titulado Prologue of FT Island: Soyogi, se lanzó el 7 de junio de 2008. El álbum consta de ocho canciones, dos de las cuales eran versiones más recientes de las canciones originales "FT Island" y "Primadonna". La última canción, "Always Be Mine", es una versión en inglés de "First Kiss" de su álbum debut (aunque las letras son originales). También se lanzaron videos musicales para "Soyogi" y "Friendship", que muestran el profesionalismo y los lados divertidos de la banda. 
Después de sus actividades promocionales en Japón, la banda regresó a Corea y lanzó su segundo álbum coreano, Colorful Sensibility, el 27 de agosto de 2008. Más tarde, el 17 de octubre, se publicó un epílogo de seguimiento, Colorful Sensibility Part 2. 
Ese mismo año, también lanzaron "The One", su primer sencillo comercial japonés bajo un sello independiente, AI Entertainment. El mismo ocupó el noveno lugar en las listas diarias de Oricon. También fue el último lanzamiento oficial con el miembro Oh Won Bin antes de su partida.

### 2009-10: Cambios en la agrupación, F.T. Triple y fama en Japón
El 28 de enero de 2009, se anunció que Oh Won Bin abandonaría el grupo, con Song Seung-hyun, aprendiz de FNC, reemplazándolo como guitarrista y vocalista de apoyo. Con el nuevo cambio en la alineación, lanzaron el video musical de su mini-álbum con la canción del título, "Bad Woman". También lo promocionaron en SBS Inkigayo, y dos días después, lanzaron el primer mini-álbum coreano Jump Up.
El 22 de abril, fue lanzado su segundo sencillo japonés, "I Believe Myself". Por primera vez, los miembros participaron en la composición de las letras. Para la canción "Moonlight Angel", Jae-jin coescribió la letra y Jong-hoon cocompuso la canción. "I Believe Myself" fue el primer sencillo japonés con Seung-hyun. Tuvieron su FT Island Tour-I Believe Myself 2009 en Osaka, Nagoya y Tokio durante el verano de 2009. También realizaron una gira por partes de Asia, que incluyó a Singapur, Japón, Tailandia, Taiwán y otros para promocionarse en el verano de 2009. El mismo comenzó en Singapur del 25 al 27 de junio.
Mientras se preparaban para las promociones en el extranjero, los miembros estaban en medio de grabar su tercer álbum. El 9 de julio, FNC Entertainment lanzó fotos para el próximo álbum llamado Cross &amp; Change. Al día siguiente, se lanzó en línea un video musical de "I Hope", con niños que miran a sus ídolos (interpretados por los propios miembros) en la televisión. La canción, llamada "I Hope / Barae", fue lanzada el 16 de julio. FT Island probó una variedad de estilos musicales para Cross & Change ; incluyendo un total de 12 canciones, desde baladas en movimiento hasta canciones adictivas con una melodía brillante. Adoptaron un nuevo estilo y concepto de moda para el álbum con un enfoque "retro" y "Bokgo", que se inspiró durante el "look de jeans jeans" de los años 80 en Corea.
FT Island lanzó su 3er sencillo japonés, "Raining", el 21 de octubre. Un video musical también fue lanzado. Jong-hoon tocó el piano para el sencillo por primera vez en lugar de la guitarra.
Después de celebrar su día 1000 en la industria de la música, viajaron a Japón y se quedaron hasta finales de agosto para prepararse para su gran debut bajo su nuevo sello japonés, Warner Music Japan. También comenzaron un nuevo programa de televisión japonés que se emitió el 7 de abril de 2010. El 19 de mayo, FT Island lanzó su nuevo sencillo japonés "Flower Rock". Entró en los gráficos diarios de oricon en la tercera posición el 19 de mayo de 2010, el día de su lanzamiento, y ocupó la cuarta posición de esa semana. El 14 de julio, lanzaron otro sencillo llamado "Brand-new days", que fue escrito y compuesto por Seung-hyun y Jong-hoon. Realizaron una gira de conciertos por cinco ciudades en Japón después de los lanzamientos. También actuaron en el festival internacional de rock Summer Sonic 2010 en el Maishima Arena, Osaka, Japón.
Después de las promociones en Japón, FT Island se centró en su regreso a Corea a mediados de agosto. Su nuevo miniálbum Beautiful Journey y el video musical de su canción principal "Love Love Love" se lanzaron el 25 de agosto. Tuvieron su regreso en Corea el 27 de agosto. La canción superó muchas listas de música popular en Corea del Sur y también ganó reconocimiento internacional, especialmente en Taiwán. Jong-hoon coescribió y compuso la canción, "Don Quixote's Song", convirtiéndola en su primera canción coreana compuesta por un miembro. En noviembre y diciembre, FT Island realizó actuaciones como el Beautiful Journey Concert  y So Today. . . Concert tour, en Corea y Japón. 
Mientras promocionaban su segundo miniálbum coreano, grabaron otro sencillo japonés titulado " So Today ... " lanzado en noviembre. La canción, "Boom Boom Boom", fue compuesta por Jong-hoon. El sencillo ocupó el sexto lugar en las listas diarias de Oricon. Con su tercer sencillo tomando la sexta posición, tuvieron un registro de todos sus sencillos en la lista de los diez más populares de las listas de Oricon. Cerca de 10,000 fanáticos asistieron a sus eventos promocionales en Osaka y Tokio los días 20 y 21 de noviembre.
La banda realizó un concierto en Taiwán el 25 de diciembre, celebrando la Navidad junto con 9000 fanáticos. El exvocalista y guitarrista Oh Wonbin, apareció como invitado especial y presentó su primer sencillo como solista y una nueva canción, que no se había lanzado en el concierto. FT Island cantó en tres idiomas, coreano, japonés y chino.
Con un récord de ventas de álbumes de más de 100,000, obtuvieron comentarios favorables en los medios taiwaneses. Cuatro agencias de noticias principales a saber, China Times, Yonhap News, Apple Daily y Liberty Times escribieron noticias sobre los conciertos, mostrando la gran popularidad de la banda. FT Island también batió varios récords en Taiwán con 500,000 hits en descargas móviles y 10,000,000 hits en descargas de música.

### 2011–12: popularidad japonesa, Return  y creciente popularidad

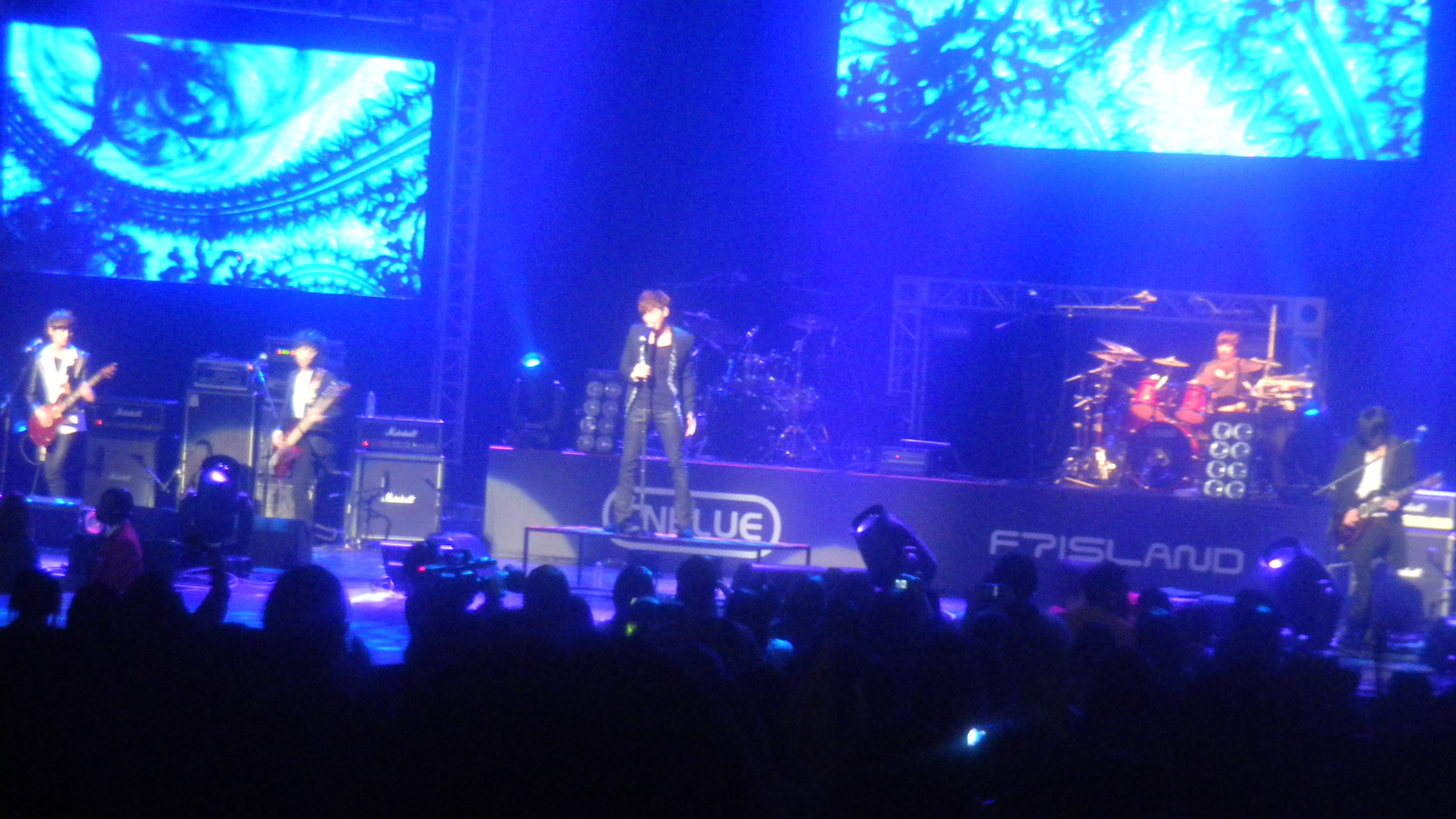
FT Island actuando durante su concierto Stand Up en el Nokia Theatre LA Live, 9 de marzo de 2012

El 20 de abril de 2011, FT Island lanzó su séptimo sencillo japonés " Satisfaction ". Debutó en el número dos en las listas de sencillos semanales de Oricon, convirtiéndose en el sencillo de mayor clasificación de la banda en el país. Su canción "Satisfacción" también fue seleccionada para ser la canción final del anime Toriko de Fuji Television.
El 18 de mayo, lanzaron su primer álbum debut en Japón, titulado Five Treasure Island. El álbum incluye canciones de sus singles anteriores como "Flower Rock", "Brand New Days", "So Today ..." y "Satisfaction"; También contiene varias canciones nuevas, incluidas las bandas sonoras para el drama japonés Muscle Girl!, en la que Hong-gi desempeñó el papel principal. El álbum ocupó el primer lugar en la lista diaria de álbumes de Oricon.
A fines de mayo, FT Island regresó a la escena musical surcoreana después de casi un año, con un miniálbum titulado Return. El álbum fue lanzado el 24 de mayo. "Hello Hello", una canción de rock de ritmo rápido fue el sencillo principal. El álbum presentó cinco canciones en total. "I Confess" presentó todas las voces de los miembros.

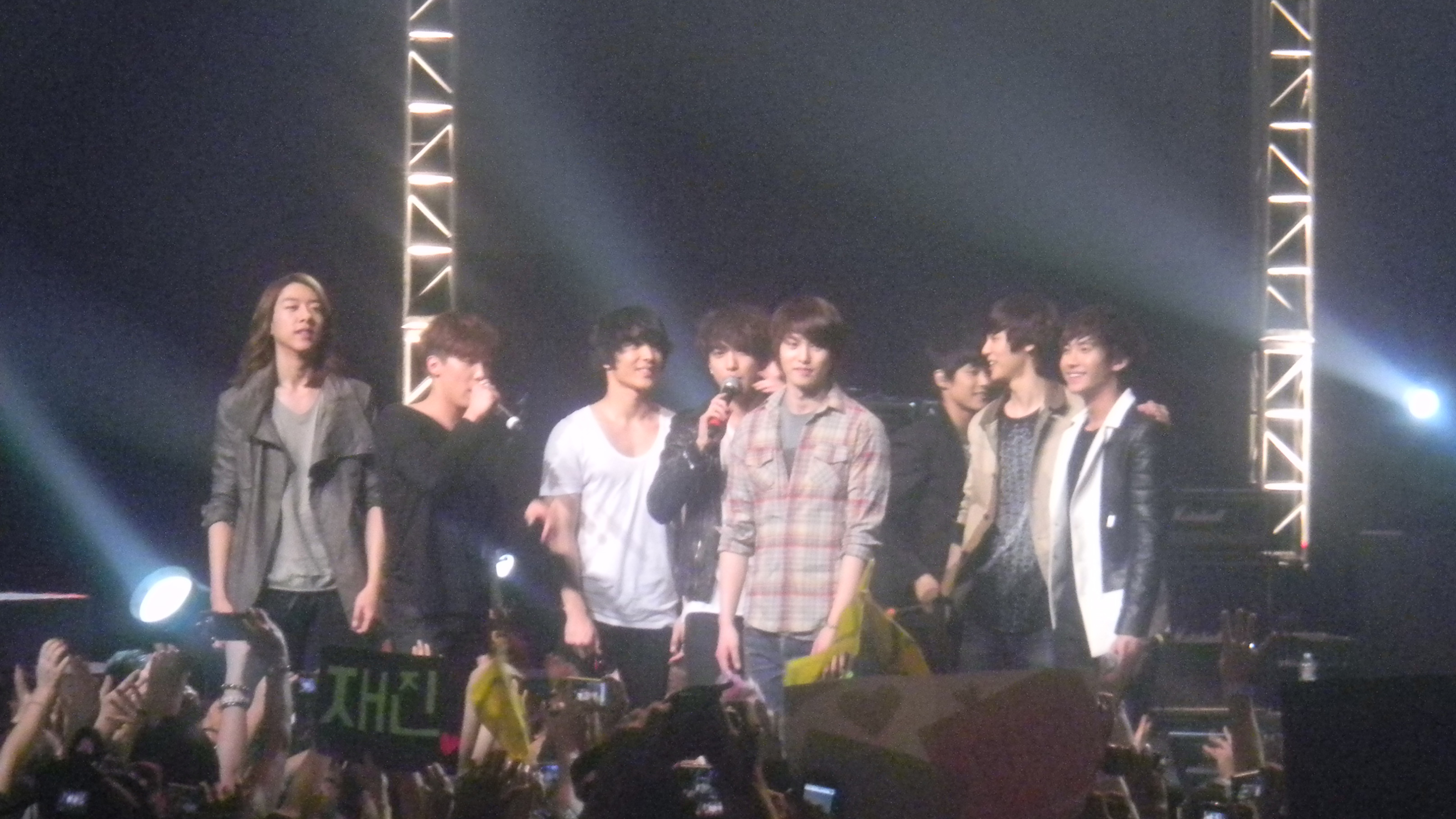
FT Island con CNBLUE durante su concierto de Stand Up en el Nokia Theatre LA Live, 9 de marzo de 2012

Después de lanzar un trágico video musical para su canción " Severely ", lanzaron su cuarto miniálbum, titulado Grown-Up. Con cinco canciones, está compuesto de baladas  rock de tempo lento. El álbum fue lanzado el 31 de enero de 2012 y obtuvo el No. 1  en la lista de álbumes de Hanteo para ventas totales de álbumes tanto en la lista diaria como en la semanal, con  "Severely" encabezando varias listas de música en línea. El álbum se agotó por completo diez días después de su lanzamiento, registrando unas 50,000 copias vendidas. FT Island también logró el reconocimiento de "Triple Corona" por "Severely" en Music On Top de JTBC. "Triple Corona" es un reconocimiento para cualquier artista que haya ganado un programa de música tres veces consecutivas.
El 9 de marzo, FT Island y sus compañeros de agencia CNBLUE se presentaron en América por primera vez en el Teatro Nokia de Los Ángeles.
En abril, la banda regresó a Japón para promocionar su séptimo sencillo japonés " Neverland ", que fue lanzado el 18 de ese mes. 
Su segundo álbum japonés de estudio 20 [Twenty] fue lanzado el 16 de mayo de 2012. Debutó en el número cuatro en la lista semanal de álbumes de Oricon, vendiendo 41,726 copias en su primera semana, lo que le dio a la banda sus mejores ventas de primera semana en Japón.
El mismo año, lanzaron su cuarto álbum de estudio coreano Five Treasure Box y su sencillo "I Wish" el 10 de septiembre. En su primera semana de lanzamiento, el álbum vendió más de 30,000 copias en Corea del Sur.

### 2013–14: álbum japonés, actividades en el extranjero y promociones individuales
La banda continuó su gira TAKE FTISLAND que comenzó el año anterior en Seúl, y se fue a Taiwán en diciembre de 2012 continuando la gira en Shanghái y Beijing.
El 27 de marzo de 2013, lanzaron sel sencillo "You Are My Life" con 2 pistas, "Beat It" y "Come Into My Dream". Las tres canciones terminaron en el top 5 de la lista de tonos de llamada semanales de Kwan del sitio de música japonesa Dwango. Además, su M / V para "You Are My Life" fue el primero en la tabla de Corea del sitio de videos chino YinYueTai.
Más tarde, el 9 de abril, su álbum Jump Up de 2009 superó las listas de música taiwanesa para los lanzamientos coreanos y japoneses, con "Bad Woman" en primer lugar también en la lista de canciones.
El grupo lanzó su álbum japonés Rated-FT en junio de 2013, donde los miembros compusieron temas como "Time To", "Hold My Hand", "Black Chocolate" y "Orange Sky". El álbum apareció en tercer lugar en el Oricon Daily Album Chart de Japón el día de su lanzamiento.
Lanzaron su 11.vo sencillo japonés "Theory of Happiness" el 24 de julio de 2013. Incluía dos canciones compuestas por los miembros, "Eyes On Me" y "Rainy Day", ambas encabezaron el gráfico diario de Oricon.
Se convirtieron en la primera banda coreana en tocar tres años seguidos en "Mezamashi Live!" De Fuji TV. el 28 de julio de 2013. También se presentaron en vivo en el festival de rock, Summer Sonic 2013 en Tokio el 10 de agosto y en Osaka el 11 de agosto, en su segunda aparición en el festival, después de 2010. La banda también completó su primera gira por Japón en siete ciudades, titulada FT Island Arena Tour 2013 ~ Freedom ~, que atrajo a una audiencia de 100,000 personas.
Regresaron a Corea a fines de septiembre de 2013 y lanzaron el miniálbum compuesto por ellos mismos, Thank To, dedicado a sus fanáticos y seguidores. "Memory" y "Always With You" fueron compuestas por el cantante principal Hong-gi, "Try Again" de Jong-hoon, y "Falling Star" de Jae-jin. Tuvieron un concierto de dos días en Seúl los días 28 y 29 de septiembre, frente a 6000 fanáticos. El concierto se llamó "FTHX", combinando las primeras iniciales de la banda FT con THX (gracias). Memory se ubicó en el número 1 en la lista omusic taiwanesa. "Según el taiwanés G-Music Chart, el álbum del 6 ° aniversario de FT Island 'Thanks To' clasificó en el gráfico semanal número 1, registrando un 28.84% de ventas entre los álbumes asiáticos".
Su gira japonesa Zepp Tour comenzó el 1 de octubre de 2013 en Tokio, y más tarde se realizó en Sapporo, Osaka, Fukuoka, Shizuoka y Nagoya.
La banda hizo su regreso oficial a Corea con su quinto miniálbum The Mood el 18 de noviembre de 2013. Encabezando el gráfico semanal de Hanteo y el gráfico de Gaon; y ocupando el primer lugar en el cuadro HMV en línea en Japón por ventas publicadas previamente.

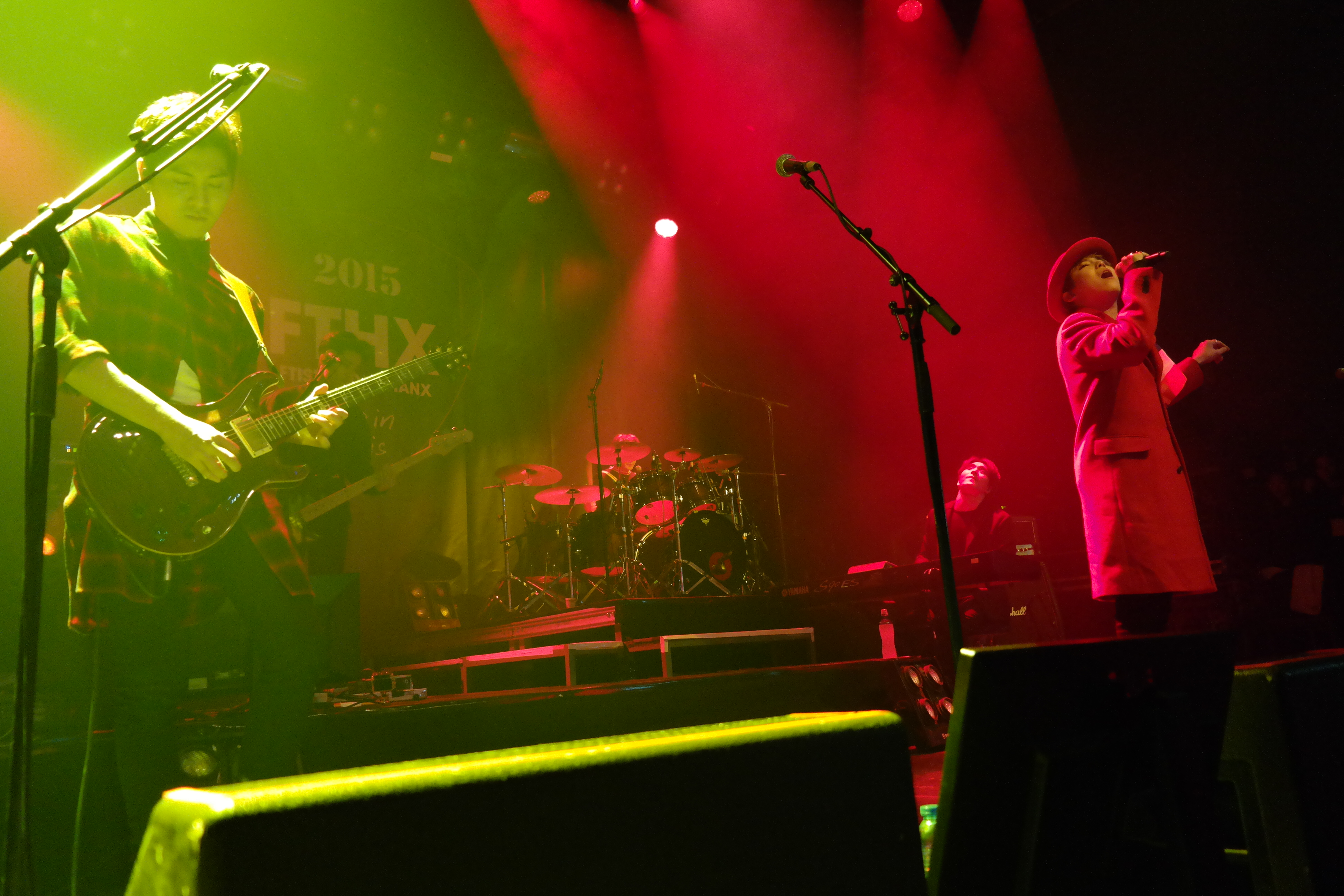
FT Island en La Cigale, París, en enero de 2015

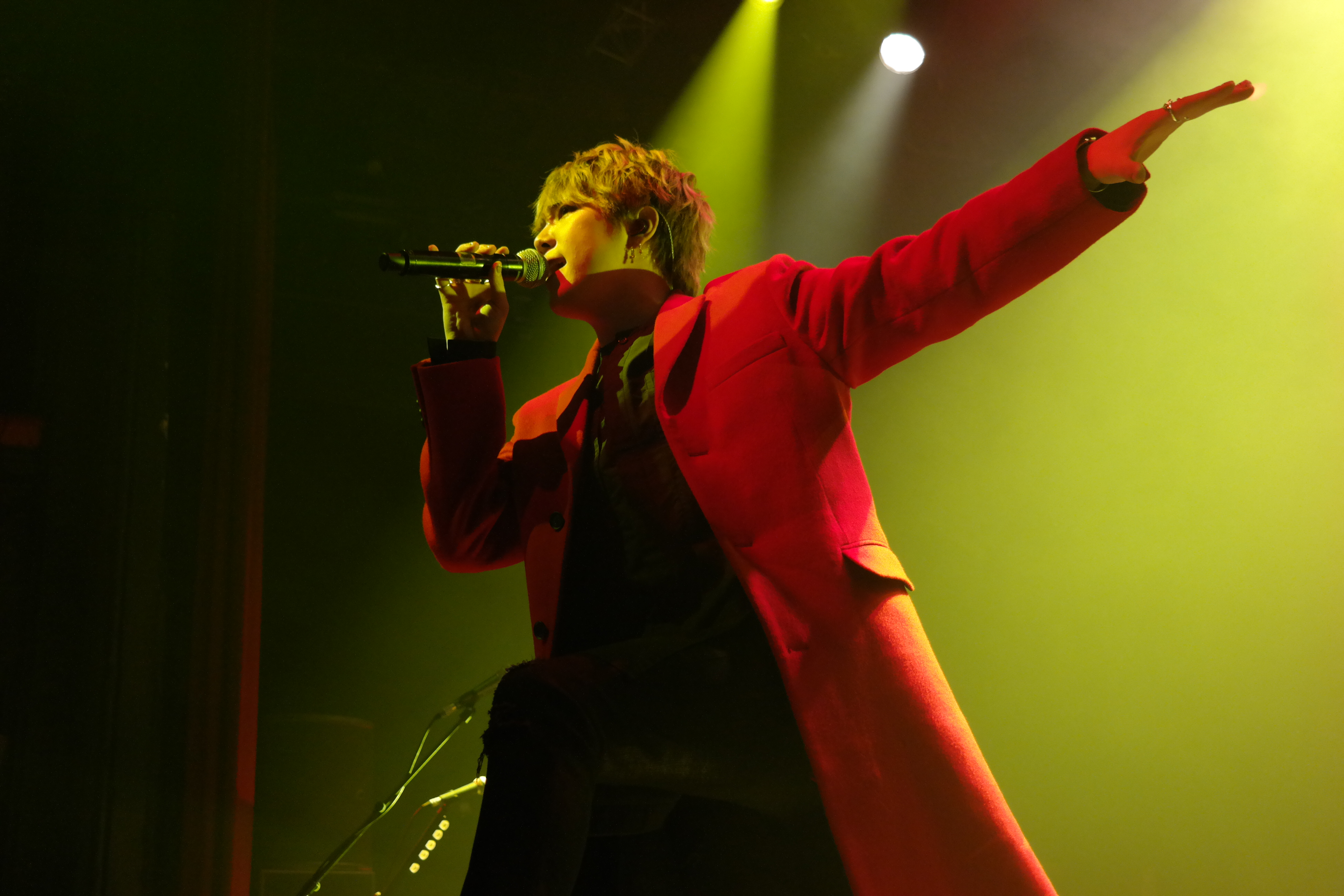
Cantante principal Lee Hong-gi en La Cigale

FT Island comenzó el 2014 con un concierto en Shanghái que fue parte de la gira del sexto aniversario de FTIsland. La banda lanzó varios álbumes y sencillos en Japón. New Page fue lanzado en mayo de 2014, vendió un estimado de 22,000 copias en todo el mundo y se ubicó en la tercera posición de las listas diarias de Oricon y la sexta en las tablas semanales de Oricon.
Unos meses más tarde, FT Island lanzó un segundo álbum, titulado Japan Best - All About en octubre con la canción "Be Free". Encabezó la lista de álbumes físicos de Gaon durante los períodos del 5 y 11 de octubre, las tablas de pre-pedidos diarios de Tower Records y las tablas diarias de Corea-Asia HMV. También alcanzó la 8ª posición en la lista de álbumes de Gaon para ese mes.
La banda lanzó un nuevo sencillo, "To The Light" en octubre, con tres pistas. "Mitaiken Future"  fue lanzada el 16 de marzo y "Beautiful"  el 15 de enero. "Mitaken Future" se incluyó más tarde en el álbum New Page . "Beautiful" se ubicó en la 4ª posición en el diario Daily Singles de Oricon el mismo día en que se lanzó el álbum.
También realizaron varias giras y anunciaron una asociación con la marca de ropa taiwanesa STAYREAL. Fueron invitados y se presentaron en uno de los festivales de música más grandes de China, el Zebra Music Festival; donde la banda interpretó canciones como "Flower Rock" y "Freedom". Sus ventas de boletos también se agotaron mucho tiempo antes de que el festival comenzara demostrando la popularidad de FT Island en China. Además, la banda también fue invitada a actuar en el segmento japonés MTV - Unplugged. Hong-gi también fue elegido para ser el MC del especial del décimo aniversario de M Countdown.
Los miembros también se promocionaron individualmente a lo largo de 2014. Min-hwan fue lanzado en un musical Joseph y The Amazing Technicolor Dreamcoat, Seung-hyun colaboró con el comediante Song Eun-i para Two Song Place  y protagonizó la película No One to Trust in the World . Hong-gi reanudó el rodaje de Bride of the Century después de caer en un camino helado. También protagonizó el drama, Modern Farmer y lanzó su nueva marca de accesorios Skullhong. Hongstargram también se lanzó como un libro de viajes en el que tomó fotografías en su primera gira en solitario en diferentes países. Jong-hoon se anunció más tarde en el drama "Heroes", que se estrenó en 2015. También lanzó su primera Art Expedition en Japón, donde mostró sus obras de arte al público. Jae-jin protagonizó Fashion Killa junto a Hong-gi como invitado especial y también cantó principal para Bride of the Century.

### 2015 – presente
I Will fue liberada el 23 de marzo. El álbum alcanzó el séptimo lugar en el Billboard World Albums Chart en la segunda semana de abril. Oobteniendo buenos resultados en la Tabla de Gaon, alcanzó el primer lugar en discos físicos y tercero en las listas de Gaon Social en la tercera semana de marzo. FT Island vendió 31,000 copias del álbum alcanzando el séptimo lugar para el mayor número de copias vendidas en todo el mes de marzo. Por "Pray", fueron premiados como la Banda Más Popular de Asia. Luego realizaron una gira por China, Japón y Taiwán.
En el mercado japonés, 5.....Go fue lanzado el 13 de mayo. La canción principal del álbum, "Primavera" es una colaboración con el cantante de rock japonés Takahiro Moriuchi. "Puppy", un sencillo japonés, fue lanzado tres meses después y llegó a la sexta posición en el Japan Hot 100 de Billboard. FT Island luego lanzó la versión coreana de la canción. La banda realizó una gira de otoño en 13 países diferentes en 32 días.
El 6 de abril de 2016 se lanzó su álbum de estudio japonés, NWU . El mismo ocupó el primer lugar en el Tower Record japonés, la tienda de discos más grande de Japón, y segundo en la lista diaria de álbumes de Oricon. También encabezó las listas diarias de HMV Asia y las de K-pop para famosas fuentes de sonido japonesas como Dwango. La banda actuó en Osaka, Tokio y Aichi.
El sexto álbum de estudio coreano, ¿Where's the Truth?, fue estrenado el 18 de julio y ocupó la 5ª posición en las listas de álbumes mundiales de Billboard. El álbum también apareció en el primer lugar en la Tabla de Álbumes de Gaon para la semana del 23 de julio. 
"Just Do It" se lanzó en julio y superó la lista de álbumes asiáticos de HMV, la lista de éxitos asiáticos de Amazon Japan, se ubicó entre los 3 primeros en la lista de músicas del mundo de Tower Records y alcanzó el número 5 en la lista de singles de Oricon. La canción también llegó a lo alto en Tower Records Japan para los 10 mejores singles y álbumes de K-pop para la segunda semana de septiembre.
El 14 de marzo de 2019, Jong-hoon dejó la banda y se retiró de la industria del entretenimiento después de participar en un círculo de prostitución con otros músicos.

## Filmografía

### Programas de tv
- I Can See Your Voice (2017, Ep. #15) - invitados
- Idol Army
- Wanna be your boyfriend
- My StoryAll The Kpop (2012)
- FT Island Hangul Island ( temporada 1 y 2)
- Weekly Idol
- Idol Star Athletics Championships (2010)
- Cheongdam-dong 111 (2013-2014)[114]
- Coming Out FTIsland (2015)[115]

## Discografía

### Álbumes
| Álbumes Coreanos - Cheerful Sensibility (2007) - The Refreshment (2007) - The One (2008) - Colorful Sensibility Part 1 (2008) - Colorful Sensibility Part 2 (2008) - Jump Up (2009), EP - Cross & Change vol.3 (2009) - Double Date (2009) - Beautiful Journey (2010) – Mini Álbum - Return (2011) – Mini Álbum - Memory in FTISLAND (2011) – Mini Álbum - Grown-Up (2012) – Mini Álbum - Five Treasure Box vol.4 (2012) - "THANKS TO" [6th Anniversary] (2013);- Mini Álbum - "THE MOOD" (2013) - "I Will" (2015) - Where's the Truth? (2016) - Over 10 Years (2017) | Álbumes Japoneses - Prologue of FTISLAND: Soyogi (2008) – EP - So Long, Au Revoir (2009) - I Believe Myself (2009) - Raining (2009) - Flower Rock (2010) – EP - Brand New Days (2010) – EP - So Today (2010) – EP - Neverland (2012) - Satisfaction (2011) – EP - Five Treasure Island (2011) - Let It Go (2011) – EP - Distance (2011) – EP - Neverland (2012) - EP - Top Secret (2012) - EP - "BEAUTIFUL" (2014) - "MITAIKEN FUTURE" (2014) - "Puppy" (2015) - 5.....Go (2015) - N.W.U (2016) - United Shadows (2017) |

### Sencillos
| Información                                                                                      | Lista de canciones |
| ------------------------------------------------------------------------------------------------ | --- |
| The One - Primer Sencillo Japonés - Fecha: 3 de diciembre de 2008 - Idioma: Japonés              | - CD 1. The One 2. Life Like a Musical 3. You'll Be In My Heart 4. The One (Instrumental) - DVD 1. The One (Promotional Video) 2. The One (Special Feature) |
| I Believe Myself - Segundo Sencillo Japonés - Fecha: 22 de abril de 2009 - Idioma: Japonés       | - CD 1. I Believe Myself 2. TV Radio 3. Moonlight Angel - DVD 1. I Believe Myself (Promotional Video) 2. I Believe Myself (Making)                          |
| Raining - Tercer Sencillo Japonés - Fecha: 21 de octubre de 2009 - Idioma: Japonés               | 1. Raining 2. Everything Is Possible 3. It's U |
| Flower Rock - Primer 'Major Sencillo' Japonés - Fecha: 19 de mayo de 2010 - Idioma: Japonés      | - CD 1. Flower Rock 2. Revolution 3. Wing 4. Flower Rock (Instrumental) - DVD 1. Flower Rock (Music Video) 2. Flower Rock (Special Feature)                 |
| Brand-new days - Segundo 'Major Sencillo' Japonés - Fecha: 14 de julio de 2010 - Idioma: Japonés | - CD 1. Brand-new days 2. Music Life 3. Treasure 4. Brand-new days (Instrumental) - DVD 1. Brand-new days (Music Video) 2. Brand-new days (Special Feature) |

### Bandas sonoras
| Información del Soundtrack                                                                            | Canciones                                                                                         |
| --- | ------------------------------------------------------------------------------------------------- |
| 인순이는 예쁘다 OST (In Soon Is Pretty OST) - Fecha: 9 de noviembre de 2007                           | 1. I Think I Saw Love                                                                             |
| 못말리는 결혼 OST (Unstoppable Marriage OST) - Fecha: 9 de noviembre de 2007                          | 1. Lately I (Lee Hong Ki and Nam Gyu Ri)                                                          |
| 온에어 OST (On Air OST) - Fecha: 20 de marzo de 2008                                                  | 1. One Word                                                                                       |
| 연가 2008 OST (Antique OST) - Fecha: 3 de abril de 2008 - Álbum Especial con SG Wannabe y Choshinsung | 1. Love Is...                                                                                     |
| 미남이시네요 2009 OST (You're Beautiful OST) - Fecha: 19 de octubre de 2009 y 2 de diciembre de 2009  | 1. Promise (Lee Hong Ki ft. Jung Yong Hwa) 2. Still / As Ever 3. Still/ As Ever <Chinese Version> |
| 공부의 신 2010 OST (God of Study OST) - Fecha: 23 de febrero de 2010                                  | 1. Don't You Know (FT Triple)                                                                     |

## Premios y nominaciones
FT Island ha ganado varios premios importantes de la industria en Corea del Sur, incluyendo varios Golden Disk Awards, Mnet Asian Music Awards y Seoul Music Awards. También han superado las listas de programas populares de música de televisión como Inkigayo, M! Cuenta atrás y Music Bank.
| Año  | Premios |
| ---- | --- |
| 2007 | - 2007 M.net Asian Music Awards: Mejor Nuevo Grupo Masculino (Lovesick) - 2007 M.net Asian Music Awards: MNet.com Award (Lovesick) - 2 de septiembre de 2007 Blistex's Labios más Hermosos - 22 de septiembre de 2007 Asia Song Festival (Mejor Nuevo Grupo) - 14 de diciembre de 2007 Golden Disk Awards (Anycalls' Popularity & Best New Artist Awards) |
| 2008 | - 17th Seoul Music Awards: Rookie del Año (Love Sick) - Premios SEED en Tailandia: Premio al Artista más Popular de Asia - Korean Entertainment Awards: Mejor Grupo Masculino - 2008 Golden Disk Awards: YEPP Popularity Award |
| 2009 | - 2009 Premio al cantante masculino de Corea Entertainment Awards[cita requerida] - 2009 17th Korean Culture and Entertainment Awards Ceremony Top Ten Singer Award[cita requerida] |
| 2010 | - 16th Republic of Korea Entertainment Arts Awards Ceremony - Premio al cantante masculino – F.T. Island - 25th Golden Disk Awards: Cosmopolitan Rock Music Award |
| 2011 | - 20th Seoul Music Awards: Premio Bonsang - MBC Idol Star 7080: King Singer Award - 26th Golden Disk Awards: Premio Cosmopolitan ‘Fun & Fearless Musician - 26th Golden Disk Awards: Mejor músico de rock del año |
| 2012 | - 21st Seoul Music Awards: Bonsang Award |